# Fridrich Weinwurm
Fridrich Weinwurm (30. srpna 1885, Borský Mikuláš, Rakousko-Uhersko – 1942) někde uváděn jako Bedrich / Bedřich Weinwurm byl slovenský architekt a klíčová osobnost moderní architektury na Slovensku.
Architekturu studoval v Drážďanech a Berlíně, kde po absolvování studia i krátce působil. Po vzniku Československa pracoval jako samostatný architekt v Bratislavě. Weinwurm se zařadil postupně k jedním z nejvýznamnějších slovenských architektů meziválečného období. Vynikal nekompromisností svého puristického názoru na architekturu, rozsahem svého díla, i vlivem na formování československé meziválečné architektury. Od roku 1924 působil ve společném ateliéru s architektem Ignácem Vécseiem. Spolu s ním se stal autorem Považské agrární a průmyslové banky v Žilině, obytných souborů Unitas a Nová doba v Bratislavě. Udržoval kontakty s představiteli české, rakouské, ruské i německé avantgardy, podílel se na založení levicového časopisu Nová Bratislava. Jako angažovaný levicový intelektuál bojoval za humanistické ideály a pokrokovou architekturu pro širokou veřejnost. Po sobě zanechal názorově jednoznačně profilované ucelené dílo, které podpořil i několika politicky angažovanými texty. Jeho aktivismus, spolu s židovským původem, nakonec způsobily jeho tragickou smrt během druhé světové války v roce 1942.

## Životopis

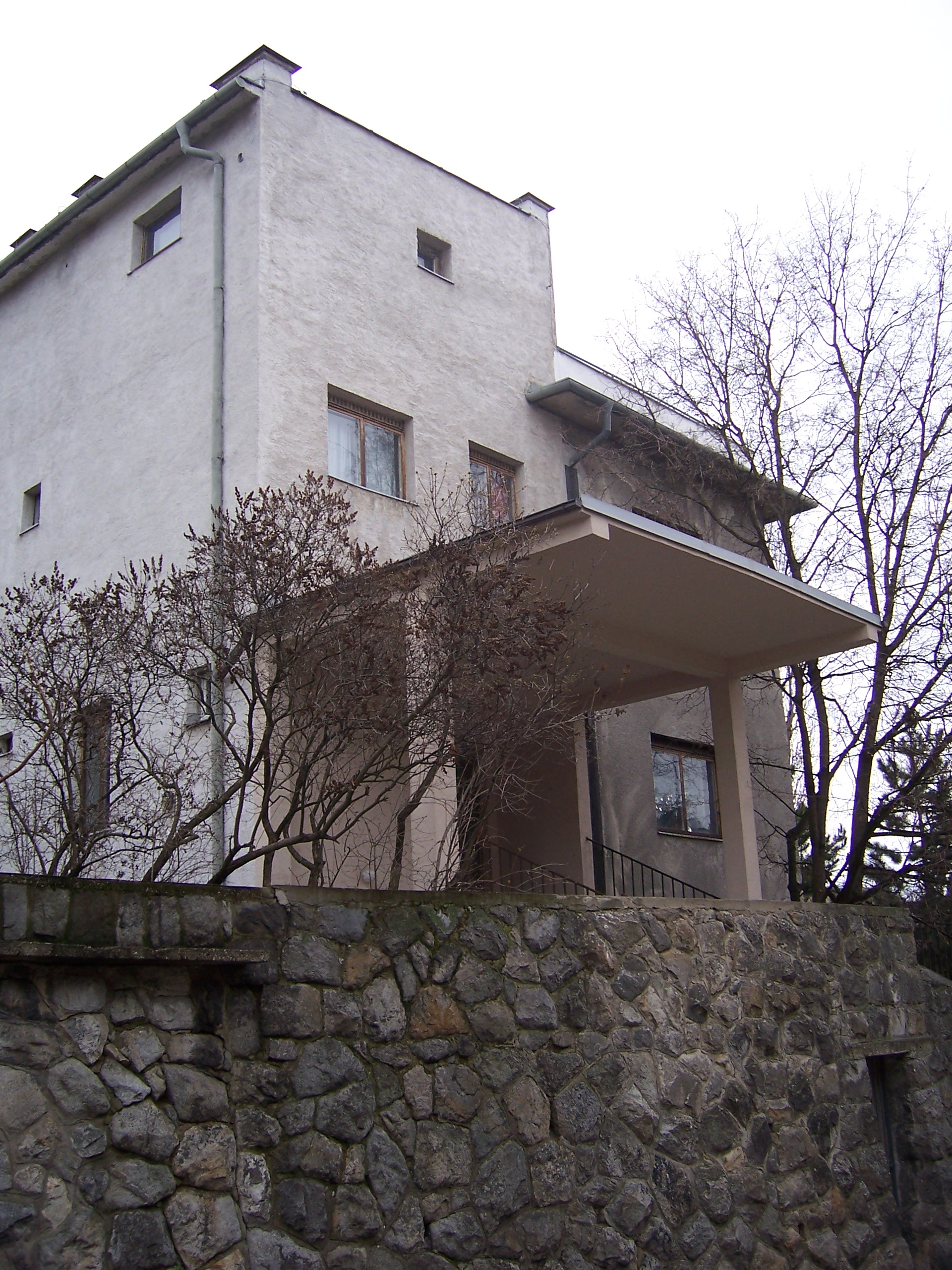
Vila L, jeden z projektů Fridricha Weinwurma

Fridrich Weinwurm se narodil 30. srpna 1885 v Borský Svätý Mikuláši v bohaté židovské rodině majitele cihelny. Studoval na bratislavském lyceu, poté architekturu pravděpodobně na německé TH v Drážďanech v letech 1898-1906. Následně pokračoval ve studiích v Berlíně, který byl významným střediskem německé moderny. Po první světové válce, v níž bojoval, se spolu s manželkou Josefinou a synem usadil v Bratislavě, kde začal působit jako samostatný architekt.

### Začátky kariéry
V slovenském prostředí Weinwurm vynikal svým jasným postojem – na straně purismu, čili architektonického názoru vycházejícího z nitra, z funkční a konstrukční podstaty stavby a její pravdivého čistého, výrazu. Neovlivnil ho romantický eklekticismus ani "národní" dekorativismus. Nepřiklonil se ani k estetické výtvarné abstrakci funkcionalismu.
Klasicistní základ jeho rukopisu lze pozorovat již na prvních pracích z roku 1919. Nájemní vila M. Riesnera v Bratislavě z tohoto roku již vypovídá o jasně vyhraněném názoru.
V roce 1924 spolu s brněnským architektem Ernstem Wiesner navrhli kancelářskou budovu Žilinské portlandcementové firmy v Bratislavě. Stavba se nesla ve věcném stylu, hmota a uspořádání fasády vycházelo z požadavků vnitřní dispozice (stavba byla později dostavěna M. Kusým). E. Wiesner pravděpodobně seznámil Weinwurma i s vídeňským architektem Adolfem Loosem. Mezi jeho a Weinwurmovou tvorbou existují jisté paralely.[zdroj?]

### Ateliér Weinwurm-Vécsei

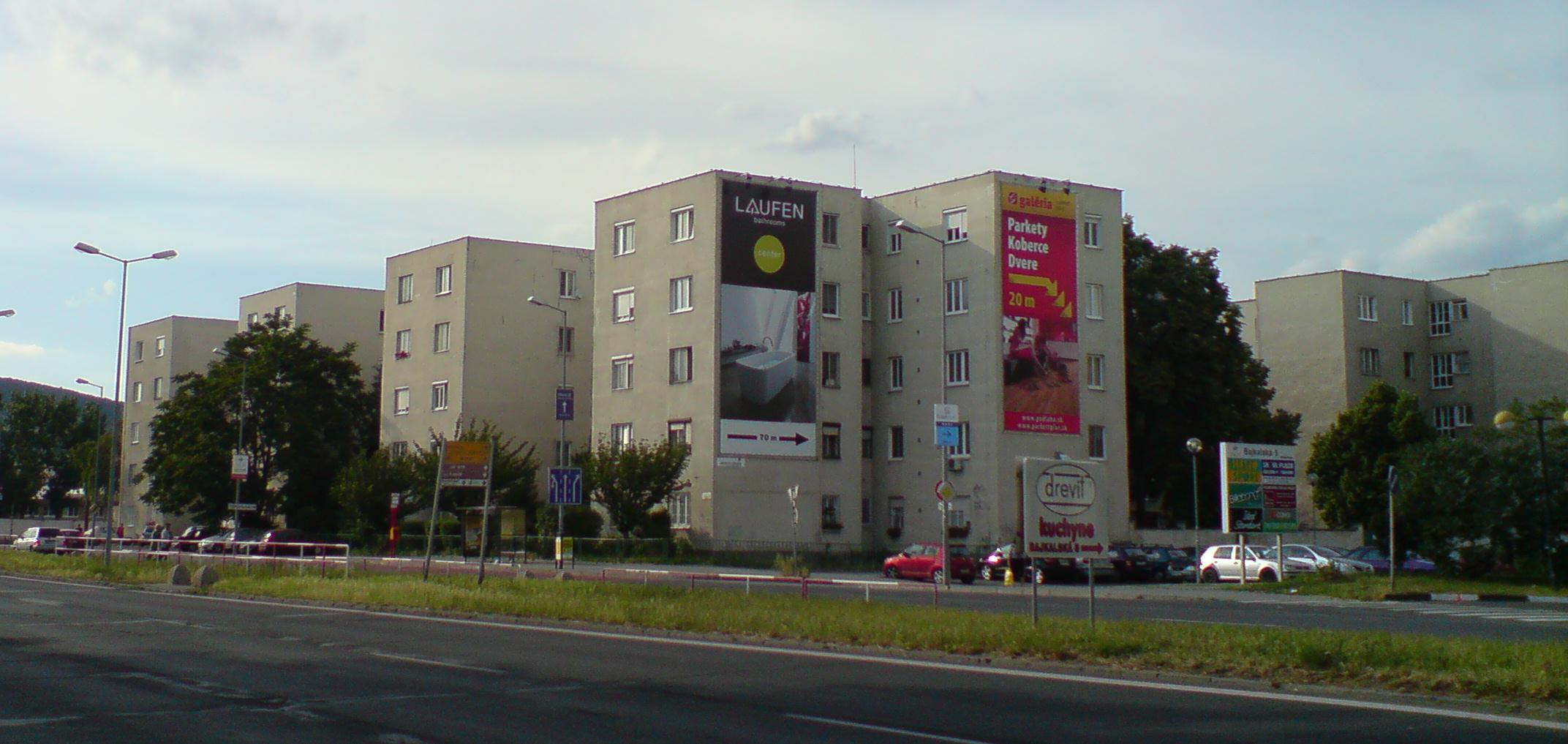
Obytný soubor Nová doba v Bratislavě.

V roce 1924 Fridrich Weinwurm a bratislavský architekt Ignác Vécsei založili společný ateliér. Jejich spolupráce byla mimořádně plodná až do zavření ateliéru na začátku světové války.
Díky spolupráci se Žilinskou portlandcementovou společností získali nejdříve několik menších zakázek a v roce 1927 objednávku na poměrně velký projekt na stavbu Považské agrární a průmyslové banky v Žilině. Návrh musel být vícekrát předělávaný kvůli nespokojenosti úřadů, výsledek ale žádné kompromisy nepřipouštěl. Puristický kubus umístěný na hranatých sloupech zakrývajících loubí působil uprostřed historického náměstí dost vyzývavě. Po tom, co prožil nejbouřlivější léta dvacátého století byl odstraněn na konci 90. let.
Pro ateliér přišlo velmi plodné období: následovaly bratislavské projekty správních budov, Západoslovenských elektráren (1927) a administrativní a obytná budova Život na Grosslingově ulici (1928), polyfunkční dům Schön na Obchodní ulici (1937). Z oblasti sociálního bydlení lze za významné projekty považovat Unitas (1930) a Nová doba v Bratislavě (1932, 1936 a 1942).
Posledním větším realizovaným dílem byla Dunajská banka při Rybářské bráně v Bratislavě. Ateliér Weinwurm-Vécsei fungoval až do roku 1938, poté byla firma uzavřena.

### Tragická smrt

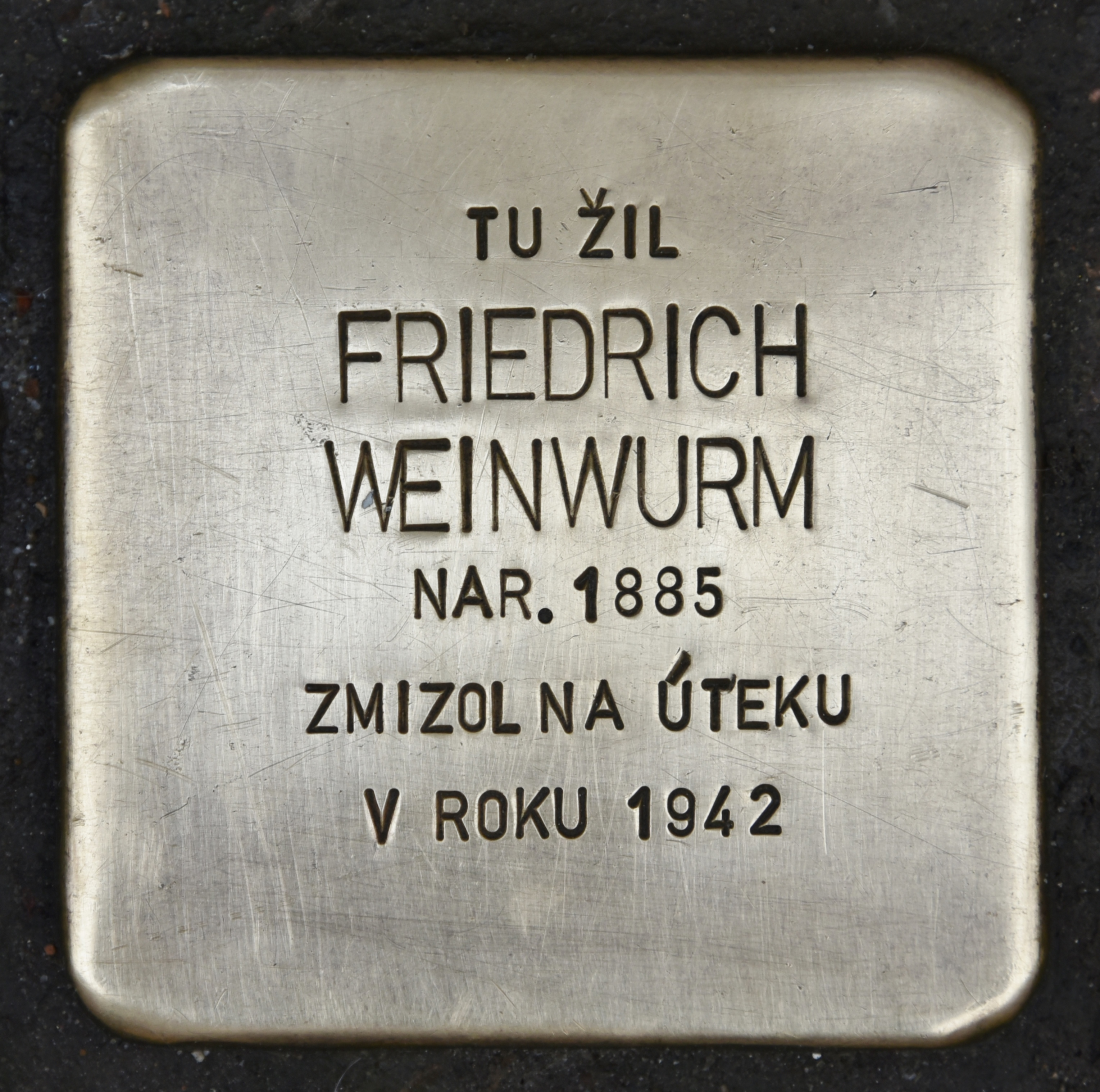
Stolperstein

Profesionální kariéra Fridricha Weinwurma byla těsně před začátkem druhé světové války náhle přerušena pod vlivem politických událostí, které mu nakonec přivodily i tragickou smrt. Kvůli svému židovskému původu a aktivitám v levicové politické scéně musel nejdříve roku 1938 zavřít ateliér Weinwurm-Vécsei. V roce 1941 byl uvězněn v Ilavě a zahynul za nevyjasněných okolností, pravděpodobně v roce 1942 při pokusu o útěk přes státní hranice.

### Agilní aktivista
Fridrich Weinwurm nebyl jen průkopnickým tvůrcem, ale i ztělesněním aktivisty propagujícího ideály moderní doby. Byl zapáleným bojovníkem za sociální spravedlnost, komunistické myšlenky a přitom intelektuál, snadno se pohybující ve všech společenských kruzích. Udržoval živé styky s mnoha zahraničními avantgardními architekty. V Bratislavě, Žilině a Košicích organizoval přednášky a výstavy Hannese Meyera a Jiřího Krohy.
Sám byl členem, nebo předsedou celé řady profesionálních a politických spolků (například spolek Dílna, Svaz přátel SSSR, či zakázaný spolek Vörös Barátság – Rudé soudružství), přednášel v uměleckém spolku Kunstverein a bratislavské Uranii. Počátkem třicátých let byl jedním z iniciátorů a redaktorů časopisu Nová Bratislava, který ostře kritizoval sociální situaci v tehdejším Československu.
Aktivní kontakty udržoval i s představiteli levice a komunistické strany. V roce 1935 byl ve volební komisi KSČ v Bratislavě, s Danielem Okálim, Zdeňkem Rossmannem, členy spolku DAV a ostatními aktivisty organizovali v Bratislavě pokrokové akce.

## Vybraná díla
- Život poisťujúca akciová společnost Phönix (s I. Vécseiom), Bratislava, Grösslingová 6, 1928 – 1929
- Vila T (s I. Vécseiem), Bratislava, Nad Dunajem 36, 1928 – 1929
- Unitas (s I. Vécseiem), Bratislava, Šancová 21 – 63, 1931 – 1932
- Obytný soubor Nová Doba (s I. Vécseiom), Bratislava, Vajnorská 50 – 96, 1932 – 1942
- Vila Pfeffer (též Villa Schwadron) pro ředitele Cukrovaru Sládkovičovo Oskara Pfeffera (s S Ernstem Schwadronem a I. Vécseiem), Bratislava, Novosvetská 8, 1935 – 1936
- Vila L (s I. Vécseiom), Bratislava, Podtatranského 3, 1929